# Erkki Melartin
Erik "Erkki" Gustaf Oskarsson Melartin (1875-1937) là nhà soạn nhạc, nhà sư phạm, nhạc trưởng người Phần Lan.

## Cuộc đời và sự nghiệp
Erkki Melartin học âm nhạc tại Nhạc viện Helsinki và tại Viên. Ông là giáo sư của Nhạc viện đó và trở thành giám đốc từ năm 1911-1936.

## Các tác phẩm
Erkki Malartin sáng tác :
- Vở opera Aino (1907)
- tám bản giao hưởng (1902-1925)
- Các bản giao hưởng thơ
- Những tác phẩm ballet
- Bản concerto cho piano
- bốn bản tứ tấu đàn dây
- 400 tiểu phẩm cho piano
- Khoảng 300 ca khúc

## Danh sách tác phẩm

### Sân khấu
- Aino, Opera in 2 acts, Op. 50 (1912)
- Prinsessa Ruusunen (Sleeping Beauty), Ballet, Op. 22 (1911)
- Sininen helmi, Ballet, Op. 160 (1930)

### Dàn nhạc
- Symphony No. 1 in C minor, Op. 30 No. 1 (1902)
- Siikajoki, Symphonic Poem, Op.28 (1903)
- Symphony No. 2 in E minor, Op. 30 No. 2 (1904)
- Prinsessa Ruusunen (Sleeping Beauty), Suite from incidental music, Op. 22 (1904, 1911)
- Symphony No. 3 in F major, Op. 40 (1906–07) / Score, preface in English Lưu trữ ngày 22 tháng 2 năm 2014 tại Wayback Machine
- Traumgesicht, Symphonic Poem, Op. 70 (1910) / Score, preface in English Lưu trữ ngày 22 tháng 2 năm 2014 tại Wayback Machine
- Patria, Symphonic Poem, Op. 72 (1911)
- Symphony No. 4 "Kesäsinfonia" (Summer Symphony) in E major, Op. 80 (1912) / Score, preface in English Lưu trữ ngày 22 tháng 2 năm 2014 tại Wayback Machine
- Lyric Suite No. 3 "Impressions de Belgique", Op. 93 (1915?)
- Symphony No. 5 "Sinfonia brevis" in A minor, Op. 90 (1915) / Score, preface in English Lưu trữ ngày 22 tháng 2 năm 2014 tại Wayback Machine
- Symphony No. 6, Op. 100 (1924)
- Karelian Scenes, Op. 146
- Symphony No. 7 "Sinfonia gaia", Op. 149 (1935–1936, sketches only)
- Sininen helmi, Suite from the ballet, Op. 160 (1930)
- Symphony No. 8, Op. 186 (1936–1937, sketches only)

### Concertante
- Concerto in D minor for violin and orchestra, Op. 60 (1913)

### Nhạc thính phòng
- String Quartet No. 1 in E minor, Op. 36 No. 1 (1896)
- Sonata for violin and piano (1899)
- String Quartet No. 2 in G minor, Op. 36 No. 2 (1900)
- String Quartet No. 3 in E♭, Op. 36 No. 3 (1902)
- String Quartet No. 4 in F, Op. 62 (1910)
- Nocturne for violin and piano, Op. 64 No. 1
- Kuusi helppoa kappaletta (6 Easy Pieces) for cello (or violin) and piano, Op.121
- String Trio, Op. 133 (1927)
- Sonata for flute and harp, Op. 135 (1927)
- Sonata for brass, Op. 153 (1929)
- Trio for flute, clarinet and bassoon, Op. 154 (1929)
- Pieni kvartetto (Little Quartet) for horns, Op. 185

### Piano
- Marionetteja (Marionnettes), Suite for 2 pianos, Op. 1 (1899)
- 2 Ballads, Op. 5 (1899)
- 3 Pieces, Op. 8 (1899)
- Skizzer, 5 Pieces, Op. 11
- Legend II, Op. 12 (1900)
- Surullinen puutarha (The Melancholy Garden), 5 Pieces, Op. 52 (1908)
- Lyric Pieces, Op. 59 (1909)
- 4 Pieces, Op. 75
- 9 Little Pieces, Op. 76
- Album Leaves, Op. 83
- 4 Sonatinas, Op. 84
- 24 Preludes, Op. 85 (1913–20)
- Noli me tangere, Op. 87 (1914)
- 3 Pieces, Op. 98 (1916?)
- Skuggspel, 7 Pieces, Op.104
- Fantasia apocaliptica, Op. 111 (1921)
- 6 Pieces, Op. 118 (1923)

No. 2 The Mysterious Forest
- 6 Pieces, Op. 123 (1924–1925)

### Thanh nhạc
- 3 Songs for voice and piano, Op. 13
- Kansanlaulua Käkisalmelta (Folk Songs from Kexholm), Op. 55
- 5 Songs for voice and piano, Op. 69
- 3 Songs for voice and piano, Op. 77
- 3 Songs for voice and piano, Op. 86
- 4 Songs for voice and piano, Op. 95